# حي بونطيري
حي بونطيري (بالصومالية: Degmada Boondheere)‏ أحد أعرق أحياء العاصمة الصومالية مقديشو بمحافظة بنادر. يمر عبر حي بونطيري الطرق التالية: طريق (داود) العام الذي يمر عبر بونطيري قادما من حي ورطيغلي، طريق (جوبا العليا) قادما من حي شيبس، طريق (الأمة) أو كما يطلق عليه "ودناها - القلب" قادما من حي ياقشيد، طريق (جوبا السفلى) الذي يمر عبر حي شنغاني، طريق (نصيب بوندو) الذي يقع في منتصف حي بونطيري، وطريق (شبيلي) الذي يربط بونطيري بحي حمروين.

## الضواحي
1. شانتا جيد
2. نصيب بوندو
3. الأهرام
4. ويل وال
5. بوسليده
6. بور بشاره
7. عيل أو مودى
8. عيل معلم
9. بولو مقاري
10. بولو أكُن
11. عيل حاجي هرور
12. يوسف الكوينين
13. دلجركا دهسون (الجندي المجهول)
14. فورنو
15. نلكَ هوسي
16. نلكَ كوري
17. سيناء
18. نبدا
19. أكو دوتو
20. محمباري

## المرافق الحكومية
- وزارة الداخلية والشؤون الفيدرالية
- وزارة الإعلام والبريد والاتصالات
- وزارة التربية والتعليم
- وزارة الصناعة والتجارة
- وزارة الصحة

## المدارس
- مدرسة ياسين عثمان الابتدائية
- مدرسة 12 اكتوبر الابتدائية
- مدرسة (الثورة) الابتدائية (بونطيري سابقا)
- مدرسة ويلوال الابتدائية
- ثانوية الشيخ حسن برسمي
- ثانوية الشيخ يوسف الكونين
- ثانوية ساعِد

## الجوامع
- مسجد الشيخ حسين عدي
- مسجد بورفولي
- مسجد الشيخ عثمان موكو
- مسجد سوق أَف ليرشي
- مسجد الرحمة (الشيخ أبو بكر معلم)
- مسجد حاجي عيسى
- مسجد حاجي يبرو
- مسجد الشيخ علي عمبر
- مسجد عدّاوي
- مسجد الشيخ محمد فقي يوسف
- مسجد الشيخ أحمد جمعالي
- مسجد الشيخ محمد فقي أبوري
- مسجد الشيخ عدي عيلي
- مسجد الشيخ طغي